# Bikkurim

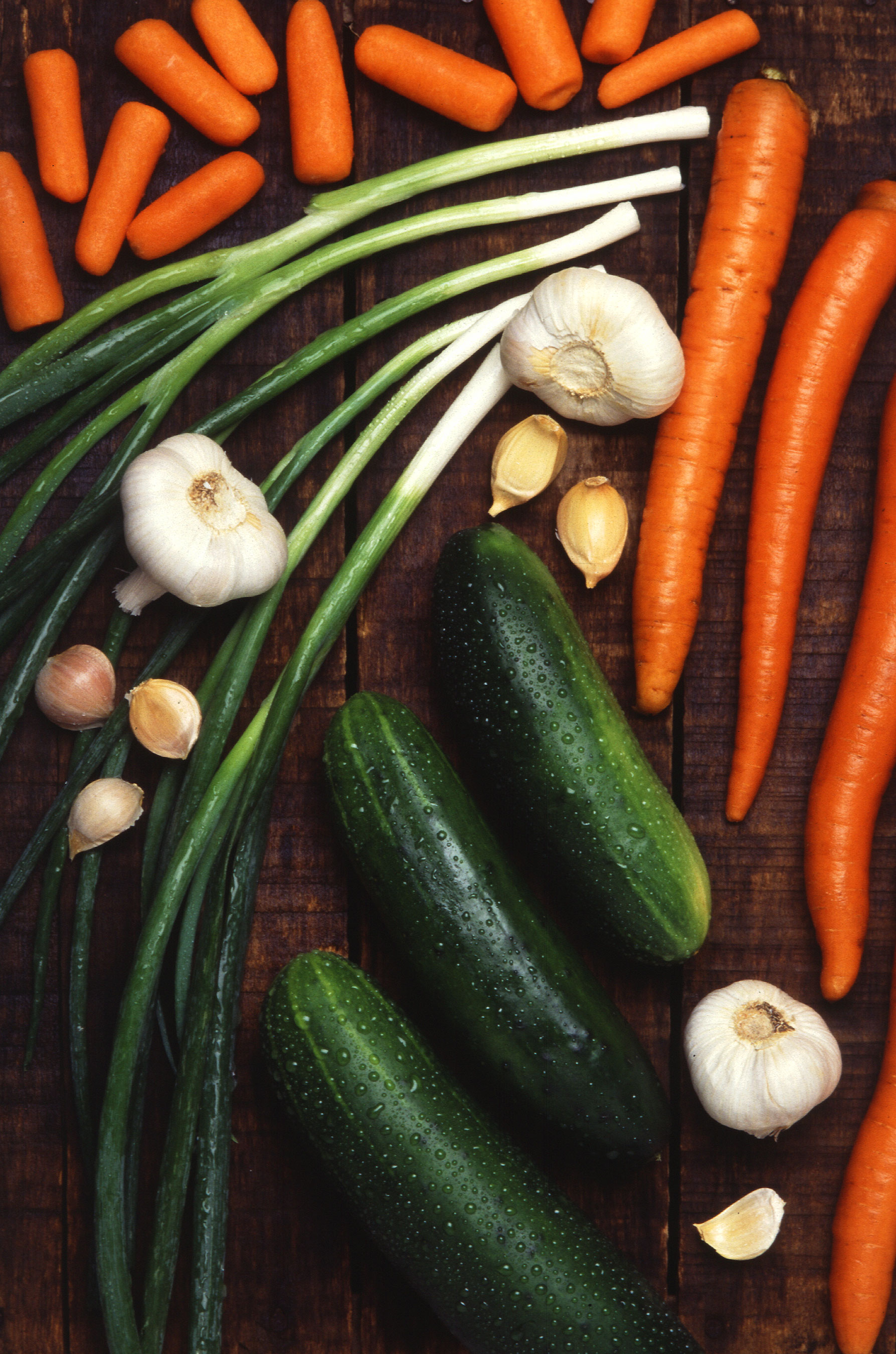
Primizie

Bikkurim (in ebraico ביכורים ‎?, lett. "Primi Frutti") è l'undicesimo trattato del Seder Zeraim ("Ordine dei Semi") della Mishnah e del Talmud.  Tutte le versioni della Mishnah contengono tre capitoli di Bikkurim e alcune versioni ne contengono un quarto.

## Contenuti
I tre capitoli contenuti in tutte le versioni esaminano principalmente il comandamento di portare in offerta le primizie (primi frutti), secondo il Deuteronomio 26:1-11, e di fare una dichiarazione nell'offrirle. Come succede comunemente nella Mishnah, vengono discusse anche materie affini.
Il primo capitolo tratta di chi ha la responsabilità di portare i primi frutti e fare la dichiarazione, chi deve portare i primi frutti ma non fare la dichiarazione e chi non può portare i primi frutti. Tra coloro che portano i primi frutti ma non fanno la dichiarazione ci sono i convertiti e vengono quindi discusse altre halakhot in merito alle differenze tra gli obblighi degli ebrei convertiti e quelli nati ebrei. Questa differenza per i convertiti fu opposta da Rabbi Judah haNasi e poi da Maimonide ed è la loro posizione che è diventata la prassi della comunità ebraica.
Il secondo capitolo confronta le decime e le offerte Terumah, Maaser e Bikkurim, facendo anche altri comparazioni legali. Il terzo capitolo descrive in maniera più completa il procedimento del portare i primi frutti al Tempio durante la ricorrenza di Shavuot.
Il quarto capitolo, che viene incluso solo certe volte, proviene dal Bikkurim della Tosefta.  Confronta le leggi relative agli uomini, alle donne e a coloro che sono del sesso intermedio, inclusi gli androgini e i tumtum (persone senza genitali).